# Missy (Calvados)
Missy és un municipi francès situat al departament de Calvados i a la regió de Normandia. L'any 2007 tenia 548 habitants.

## Demografia

### Població
El 2007 la població de fet de Missy era de 548 persones. Hi havia 181 famílies de les quals 33 eren unipersonals (12 homes vivint sols i 21 dones vivint soles), 45 parelles sense fills, 82 parelles amb fills i 21 famílies monoparentals amb fills.
La població ha evolucionat segons el següent gràfic:
Habitants censats

### Habitatges
El 2007 hi havia 188 habitatges, 182 eren l'habitatge principal de la família, 3 eren segones residències i 3 estaven desocupats. 179 eren cases i 5 eren apartaments. Dels 182 habitatges principals, 154 estaven ocupats pels seus propietaris, 25 estaven llogats i ocupats pels llogaters i 3 estaven cedits a títol gratuït; 1 tenia una cambra, 1 en tenia dues, 15 en tenien tres, 32 en tenien quatre i 133 en tenien cinc o més. 149 habitatges disposaven pel capbaix d'una plaça de pàrquing. A 75 habitatges hi havia un automòbil i a 105 n'hi havia dos o més.

### Piràmide de població
La piràmide de població per edats i sexe el 2009 era:
| Homes | Edats   | Dones |
| ----- | ------- | ----- |
| 0     | 95 o +  | 0     |
| 4     | 90 a 94 | 8     |
| 4     | 85 a 89 | 12    |
| 4     | 80 a 84 | 4     |
| 12    | 75 a 79 | 12    |
| 0     | 70 a 74 | 4     |
| 4     | 65 a 69 | 4     |
| 12    | 60 a 64 | 0     |
| 8     | 55 a 59 | 12    |
| 16    | 50 a 54 | 12    |
| 16    | 45 a 49 | 16    |
| 24    | 40 a 44 | 28    |
| 20    | 35 a 39 | 20    |
| 12    | 30 a 34 | 12    |
| 16    | 25 a 29 | 16    |
| 4     | 20 a 24 | 16    |
| 20    | 15 a 19 | 32    |
| 12    | 10 a 14 | 20    |
| 28    | 5 a 9   | 20    |
| 4     | 0 a 4   | 12    |

## Economia
El 2007 la població en edat de treballar era de 354 persones, 254 eren actives i 100 eren inactives. De les 254 persones actives 243 estaven ocupades (129 homes i 114 dones) i 11 estaven aturades (6 homes i 5 dones). De les 100 persones inactives 31 estaven jubilades, 38 estaven estudiant i 31 estaven classificades com a «altres inactius».

### Ingressos
El 2009 a Missy hi havia 169 unitats fiscals que integraven 473 persones, la mediana anual d'ingressos fiscals per persona era de 18.699 €.

### Activitats econòmiques
Dels 14 establiments que hi havia el 2007, 4 eren d'empreses de construcció, 4 d'empreses de comerç i reparació d'automòbils, 2 d'empreses de transport, 1 d'una empresa d'informació i comunicació, 1 d'una empresa financera, 1 d'una empresa immobiliària i 1 d'una entitat de l'administració pública.
Dels 2 establiments de servei als particulars que hi havia el 2009, 1 era un guixaire pintor i 1 lampisteria.
L'any 2000 a Missy hi havia 9 explotacions agrícoles que ocupaven un total de 536 hectàrees.

## Equipaments sanitaris i escolars
El 2009 hi havia una escola elemental integrada dins d'un grup escolar amb les comunes properes formant una escola dispersa.

## Poblacions més properes
El següent diagrama mostra les poblacions més properes.